# کمال الجنزوری
کمال الجنزوری (عربی: کمال الجنزوری؛ (زادهٔ ۱۲ ژانویهٔ ۱۹۳۳ – درگذشتهٔ ۳۱ مارس ۲۰۲۱) یک سیاست‌مدار اهل مصر بود. به نخست‌وزیر مصر در ۲۵ نوامبر ۲۰۱۱ رسید که وی را شورای عالی نیروهای مسلح مصر مکلف به تشکیل کابینه کرده بود. همچنین وی پیش از این نیز از ۲ ژانویه ۱۹۹۶ تا ۵ اکتبر ۱۹۹۹ نخست‌وزیر بود.
کمال الجنزوری در ۳۱ مارس ۲۰۲۱، بعد از یک دوره طولانی بیماری در سن ۸۸ سالگی درگذشت.